# Gamera vs. Guiron
Gamera vs. Guiron (ガメラ対大悪獣ギロン Gamera tai Daiakujū Giron?), conocida en España como Gamera contra Guiron, guardián del planeta fantasma, es una película japonesa del género kaiju dirigida por Noriaki Yuasa, escrita por Niisan Takahashi y producida por Daiei Film. Es la quinta entrada en la serie de películas de Gamera, después de Gamera vs. Viras, que fue estrenada el año anterior. Es protagonizada por Nobuhiro Kajima, Miyuki Akiyama, Christopher Murphy, Yuko Hamada y Eiji Funakoshi.
La película se estrenó en Japón el 21 de marzo de 1969. La película fue sucedida por Gamera vs. Jiger al año siguiente. 

## Argumento
Mientras exploran los cielos a través de su telescopio, dos niños pequeños, Akio y Tom, espían una nave espacial que desciende a un campo cercano. Aturdidos y desconcertados, le cuentan a la madre de Akio lo que han visto, pero ella descarta su historia como una tontería infantil. Al día siguiente, los dos niños, con la hermana menor de Akio, Tomoko, a cuestas, van en bicicleta al sitio para investigar. Akio y Tom logran robar en la nave espacial. Pero luego, sin previo aviso, la nave despega, dejando a Tomoko atrás. Se eleva hacia el espacio exterior hacia un campo de asteroides, lo que hace que los niños entren en pánico. Sin embargo, Gamera aparece y despeja el camino para la nave a través de los asteroides. La nave espacial, volando cerca de la velocidad de la luz, deja atrás a Gamera y transporta a los niños a un planeta desconocido, donde aterriza en las afueras de una ciudad alienígena. De repente, aparece un plateado "Space" Gyaos, amenazando la nave y los dos niños. Justo antes de que la criatura ataque, un segundo monstruo extraño, cuya cabeza se asemeja a un cuchillo, emerge de una guarida subterránea y ataca al Space Gyaos. El Space Gyaos emite un rayo que se refleja en la cabeza en forma de espada de la nueva criatura y corta su propia pierna derecha. Después de que el Space Gyaos intenta retirarse, la criatura con cabeza de cuchillo se lanza y corta el ala izquierda del Space Gyaos, antes de cortar su ala derecha. Luego, la criatura corta la cabeza del indefenso Space Gyaos y brutalmente corta el cuerpo en pedazos más pequeños antes de retirarse a su guarida.
Akio y Tom exploran una parte de la ciudad alienígena y se encuentran con los únicos habitantes del planeta: dos hermosas mujeres, llamadas Barbella y Florbella, que explican que su planeta, conocido como "Terra", orbita el sol directamente enfrente de la tierra, por eso nunca ha sido descubierto por los astrónomos de la Tierra. Además, Terra se enfrenta a la extinción; no solo el planeta se está enfriando, sino que los Space Gyaos lo están tomando y las dos mujeres son las últimas de su tipo. El monstruo con cabeza de cuchillo, que los terranos llaman "Guiron", es su última defensa contra los Space Gyaos.
Barbella y Florbella repentinamente se vuelven contra Tom y Akio y los ponen a prueba. Usando sus dispositivos supertecnológicos, las mujeres alienígenas sondean las mentes de los niños, en el proceso aprenden sobre Gamera y su punto débil por los niños. Se revela que las mujeres terran planean alimentarse del cerebro de los niños para absorber sus conocimientos. En preparación para extraer el cerebro de Akio para su alimentación, las mujeres afeitan la cabeza del niño. En una misión de rescate, Gamera aterriza en Terra en busca de los niños. Las mujeres llaman Guiron para atacar a la tortuga gigante. Guiron planea cortar a Gamera por la mitad, pero Gamera agarra una de las patas delanteras de Guiron y la muerde. Guiron intenta quitarse de encima a la tortuga. Envolviendo su cola en un monolito, Gamera arroja a Guiron a un cañón, haciendo que su cabeza de cuchillo quede atascada. Gamera usa su aliento de fuego sobre Guiron. Guiron usa sus shurikens para penetrar las mejillas de Gamera. La tortuga trata de curar sus heridas agarrando rocas similares a hielo pero Guiron usa sus shurikens nuevamente y esta vez Gamera usa la roca más larga para rebotar a los shurikens en el propio cuerpo de Guiron. Guiron se aleja, mientras Gamera cae en un lago inconsciente y boca arriba.
Tom logra liberar a Akio, pero, en el proceso, libera involuntariamente a Guiron. Ya no bajo el control de los extraterrestres, Guiron arrasa la ciudad de Terran, incluso atacando a sus propias señoras mientras intentan huir a la Tierra. La criatura con cabeza de cuchillo corta la nave espacial por la mitad, hiriendo mortalmente a Barbella; Florbella mata a Barbella mientras dice que los miembros inútiles de su sociedad son sacrificados. Mientras Guiron ataca la base donde están encarcelados los muchachos, Gamera despierta y renueva su ataque a la criatura alienígena, finalmente golpeando la cabeza de Guiron en el suelo. Florbella intenta huir en un cohete, pero Guiron corta el vehículo por la mitad y, como resultado, muere. Gamera atrapa la mitad del cohete y lanza a Guiron a su base shuriken. Gamera usa su aliento de fuego sobre Guiron nuevamente donde estaba el cohete; el cohete explota y corta a Guiron por la mitad. Gamera usa su aliento de fuego para soldar la nave extraterrestre y lleva la nave y los dos muchachos de regreso a la Tierra. En la Tierra, los niños son devueltos a sus madres y todos se despiden de Gamera mientras vuela hacia la noche.

## Reparto
- Nobuhiro Kajima como Akio.
- Miyuki Akiyama como Tomoko.
- Christopher Murphy como Tom.
- Yuko Hamada como Kuniko.
- Eiji Funakoshi como Dr. Shiga
- Kon Ohmura como Kondo.
- Edith Hanson como la madre de Tom.

## Estreno
Gamera vs. Guiron se estrenó en Japón el 21 de marzo de 1969. Fue sucedida por Gamera vs. Jiger.